# Вонозеро (деревня)
Вонозеро (вепс. Enar’v, En’arv) — деревня в Алёховщинском сельском поселении Лодейнопольского района Ленинградской области.

## История
В конце XIX — начале XX века деревня административно относилась к Красноборской волости 2-го стана 2-го земского участка Тихвинского уезда Новгородской губернии.

ВОНОЗЕРО (ИЛЬИН КОНЕЦ, РУЧЕЙ) — деревня Вонозерского сельского общества, число дворов — 87, число домов — 87, число жителей: 270 м. п., 277 ж. п.; 

Занятие жителей — земледелие. Река Сарка. Земская конная станция, хлебозапасный магазин, мануфактурная лавка. 

ВОНОЗЕРО — погост на церковной земле, число дворов — 4, число домов — 4, число жителей: 4 м. п., 4 ж. п.; 

Занятие жителей — церковное служение, земледелие. Река Верхняя Сарка. Церковь, часовня, церковно-приходская школа, земская конная станция, хлебозапасный магазин, мелочная лавка. (1910 год)

С 1917 по 1918 год деревня входила в состав Красноборской волости Тихвинского уезда Новгородской губернии.
С 1918 года в составе Череповецкой губернии.
С 1927 года в составе Вонозерского сельсовета Оятского района. В 1927 году население деревни составляло 719 человек.
С 1928 года в составе Тервеничского сельсовета.
Согласно карте Ленинградской области Северо-западного аэрогеодезического треста ГГУ издания 1932 года деревня Вонозеро состояла из двух частей: Большое Вонозеро, которое насчитывало 55 крестьянских дворов, в нём находилась часовня и Малое Вонозеро, состоявшее из 33 дворов, в нём располагалась почта. Смежно с ними находился Погост из двух дворов с церковью.
По данным 1933 года деревня Большое Вонозеро являлась административным центром Хмелезерского вепсского национального сельсовета Оятского района, в который входили три населённых пункта, деревни Большое Вонозеро, Малое Вонозеро и Мега, общей численностью 924 человека.
По данным 1936 года в состав Хмелезерского сельсовета с центром в деревне Большое Вонозеро входили 2 населённых пункта, 205 хозяйств и 3 колхоза.
С 1940 года в составе Хмелеозерского сельсовета.

Деревня Вонозеро на карте РККА 1940 года

Согласно топографической карте РККА 1940 года деревня состояла из двух частей: Большое Вонозеро и Малое Вонозеро. Смежно с ними находился Погост.
С 1955 года в составе Лодейнопольского района.
В 1958 году население деревни составляло 282 человека.
По данным 1966 года деревни Большое Ванозеро и Малое Ванозеро также входили в состав Хмелезерского сельсовета и были его центром.
По данным 1973 года административным центром Хмелезерского сельсовета была единая деревня Вонозеро.
По данным 1990 года деревня Вонозеро являлась административным центром Хмелезерского сельсовета, в который входили 5 населённых пунктов, общей численностью населения 180 человек. В самой деревне Вонозеро проживали 124 человека.
В 1997 году в деревне Вонозеро Тервенической волости проживали 111 человек, в 2002 году — 108 человек (русские — 72 %).
В 2007 году в деревне Вонозеро Алёховщинского СП проживал 91 человек, в 2010 году — 97, в 2014 году — 74 человека.

## География
Деревня расположена в юго-восточной части района на автодороге 41К-650 (подъезд к дер. Вонозеро), к северо-востоку от автодороги 41К-019 (Явшиницы — Хмелезеро).
Расстояние до административного центра поселения — 41 км. Расстояние до районного центра — 85 км.
Расстояние до ближайшей железнодорожной станции Лодейное Поле — 86 км.
Деревня находится на левом берегу реки Сарка. К северу от деревни расположено озеро Вонозеро.

## Демография
Место компактного проживания вепсов.
| 1910 | 1927 | 1958 | 1990 | 1997 | 2007 | 2010 |
| ---- | ---- | ---- | ---- | ---- | ---- | ---- |
| 555  | ↗719 | ↘282 | ↘124 | ↘111 | ↘91  | ↗97  |
| 2014 | 2015 | 2016 | 2017 |      |      |      |
| ↘74  | ↗77  | ↘74  | ↘73  |      |      |      |

Национальный состав
Согласно данным Всероссийской переписи населения 2021 года в деревне проживали 36 человек, из них русские — 34, вепсы — 2 человека.

## Инфраструктура
На 1 января 2014 года в деревне было зарегистрировано: хозяйств — 35, частных жилых домов — 85
На 1 января 2015 года в деревне зарегистрировано: хозяйств — 35, жителей — 77.